# Перанши
Перанши́ (фр. Pérenchies) — коммуна во Франции, регион Нор — Па-де-Кале, департамент Нор, округ Лилль, кантон Армантьер, в 9 км к северо-западу от Лилля и в 5 км от автомагистрали А25.
Население (2014) — 8 251 человек.

## Экономика
Структура занятости населения:
- сельское хозяйство — 0,2 %
- промышленность — 35,9 %
- строительство — 11,9 %
- торговля, транспорт и сфера услуг — 30,2 %
- государственные и муниципальные службы — 21,9 %

Уровень безработицы (2013) — 9,9 % (Франция в целом — 12,8 %, департамент Нор — 17,2 %). 

Среднегодовой доход на 1 человека, евро (2013) — 20 555 (Франция в целом — 25 140, департамент Нор — 18 575).

## Демография
Динамика численности населения, чел.

## Администрация
Пост мэра Перанши с 2015 года занимает Даниэль Лекьян (Danièle Lekien). На выборах 2014 года правый блок во главе с Бернаром Прово (Bernard Provo), занимавшим пост мэра города с 2001 года, одержал победу, набрав в 1-м туре 70,63 % голосов. В марте 2015 года Прово подал в отставку, и мэром была избрана Даниэль Лекьян, занимавшая до этого пост первого вице-мэра Перанши.

## Города-побратимы
- Оверат, Германия
- Пьетралунга, Италия